# Zaur al-Hajsa asz-Szarkijja
Zaur al-Hajsa asz-Szarkijja (arab. زور الحيصة الشرقية) – wieś w Syrii, w muhafazie Hama. W 2004 roku liczyła 768 mieszkańców.